# Thierry Tulasne
Thierry Tulasne   (Èx-los-Bens, 12 de juliol de 1963) és un tennista professional retirat i entrenador francès.
Com a tennista va acumular cinc títols individuals del circuit ATP durant la seca carrera i va arribar al desè lloc del rànquing individual. Després de la seva retirada va començar a exercir com a entrenador de tennis, bàsicament de tennista francesos, com Sébastien Grosjean, Paul-Henri Mathieu o Gilles Simon.

## Palmarès

### Individual: 9 (5−4)
| Títols per superfície |
| --------------------- |
| Dura (0−0)            |
| Gespa (0−0)           |
| Terra batuda (4−4)    |
| Moqueta (1−0)         |

| Resultat  | Núm. | Data                   | Torneig                     | Superfície   | Oponent         | Marcador                |
| --------- | ---- | ---------------------- | --------------------------- | ------------ | --------------- | ----------------------- |
| Guanyador | 1.   | 20 de juliol de 1981   | Båstad, Suècia              | Terra batuda | Anders Järryd   | 6−2, 6−3                |
| Finalista | 1.   | 21 de setembre de 1981 | Bordeus, França             | Terra batuda | Andrés Gómez    | 6−7, 6−7, 1−6           |
| Guanyador | 2.   | 10 de juny de 1985     | Bolonya, Itàlia             | Terra batuda | Claudio Panatta | 6−2, 6−0                |
| Guanyador | 3.   | 9 de setembre de 1985  | Palerm, Itàlia              | Terra batuda | Joakim Nyström  | 6−2, 6−0                |
| Guanyador | 4.   | 23 de setembre de 1985 | Barcelona, Espanya          | Terra batuda | Mats Wilander   | 0−6, 6−2, 3−6, 6−4, 6−0 |
| Guanyador | 5.   | 10 de març de 1986     | Metz, França                | Moqueta (i)  | Broderick Dyke  | 6−4, 6−3                |
| Finalista | 2.   | 28 d'abril de 1986     | Indianapolis, Estats Units  | Terra batuda | Andrés Gómez    | 4−6, 6−7(1)             |
| Finalista | 3.   | 28 de juliol de 1986   | Washington DC, Estats Units | Terra batuda | Karel Nováček   | 1−6, 6−7(4)             |
| Finalista | 4.   | 8 de setembre de 1986  | Ginebra, Suïssa             | Terra batuda | Henri Leconte   | 5−7, 3−6                |

### Equips: 1 (0−1)
| Resultat  | Núm. | Data                        | Torneig                      | Superfície       | Equip                                      | Oponents                                              | Marcador |
| --------- | ---- | --------------------------- | ---------------------------- | ---------------- | ------------------------------------------ | ----------------------------------------------------- | -------- |
| Finalista | 1.   | 26 − 28 de novembre de 1982 | Copa Davis, Grenoble, França | Terra batuda (i) | Henri Leconte Gilles Moretton Yannick Noah | Peter Fleming Gene Mayer John McEnroe Eliot Teltscher | 1−4      |

## Trajectòria

### Individual
| Open d'Austràlia | 1R   | 2R    | A     | A     | A     | A     | NC    | A     | 1R    | 1R    | 1R   | A   | 0 / 5     | 1 – 5     |
| Roland Garros | 2R   | 4R    | 2R    | 2R    | 3R    | 1R    | 2R    | 3R    | 3R    | 4R    | 1R   | 1R  | 0 / 12    | 16 – 12   |
| Wimbledon | A    | 1R    | 2R    | A     | A     | A     | A     | A     | A     | A     | A    | A   | 0 / 2     | 1 – 2     |
| US Open | 3R   | 1R    | 2R    | 1R    | 1R    | 3R    | 1R    | 1R    | 1R    | A     | A    | A   | 0 / 9     | 5 – 9     |
| Total Victòries−Derrotes | 9−13 | 26−23 | 20−26 | 18−19 | 15−14 | 36−22 | 41−24 | 29−24 | 19−22 | 10−17 | 5−13 | 0−4 | 228 – 222 | 228 – 222 |
| Rànquing a final d'any | 100  | 59    | 98    | 83    | 54    | 23    | 20    | 57    | 75    | 127   | 158  | 374 |           |           |
| Llegenda: G: Guanyador; F: Finalista; SF: Semifinalista; QF: Quarts de final; Q: Qualificació; A: Absent; RR: Round Robin; NC: No celebrat |      |       |       |       |       |       |       |       |       |       |      |     |           |           |

### Dobles masculins
| Open d'Austràlia | A   | A    | A   | A   | A   | A   | NC   | A   | A   | A   | A   | 0 / 0   | 0 – 0   |
| Roland Garros | 1R  | 1R   | 2R  | A   | 1R  | 1R  | 1R   | 1R  | 1R  | 4R  | 1R  | 0 / 10  | 4 – 10  |
| Wimbledon | A   | 2R   | A   | A   | A   | A   | A    | A   | A   | A   | A   | 0 / 1   | 1 – 1   |
| US Open | 2R  | A    | A   | A   | A   | A   | 1R   | A   | A   | A   | A   | 0 / 2   | 1 – 2   |
| Total Victòries−Derrotes | 3−6 | 7−11 | 3−9 | 0−2 | 0−2 | 7−7 | 6−15 | 2−8 | 4−5 | 4−8 | 1−5 | 37 – 78 | 37 – 78 |
| Rànquing a final d'any |     |      | 324 | 672 | 678 | 172 | 260  | 429 | 365 | 205 | 464 |         |         |
| Llegenda: G: Guanyador; F: Finalista; SF: Semifinalista; QF: Quarts de final; Q: Qualificació; A: Absent; RR: Round Robin; NC: No celebrat |     |      |     |     |     |     |      |     |     |     |     |         |         |